# Manfred Lenz (Politiker)
Manfred Lenz (* 8. November 1947 in Großräschen-Süd) ist ein deutscher Politiker (SPD).

## Leben und Beruf
Nach der Ausbildung zum Elektromonteur mit Erwerb des Abiturs an der Erweiterten Oberschule „Walther Rathenau“ in Senftenberg studierte Lenz von 1966 bis 1969 Elektrotechnik an der Ingenieurschule „Ernst Thälmann“ in Senftenberg. Anschließend war er zunächst als Ingenieur bei Robotron in Radeberg tätig und leistete von 1969 bis 1971 seinen Grundwehrdienst ab. In den Jahren 1971 bis 1984 arbeitete er dann als Schichtingenieur im Chemiefaserwerk Premnitz. Währenddessen absolvierte er von 1974 bis 1976 ein Fernstudium der Leistungselektronik an der Technischen Universität Dresden. Ab 1984 war Lenz Fachgebietsverantwortlicher in der Magnetbandkassettenproduktion des Chemiefaserwerkes Premnitz. Nach der Wende in der DDR war er von 1991 bis 1999 als Sachgebietsleiter für Wirtschaftsentwicklung des Landkreises Havelland tätig. 
Ehrenamtlich engagiert er sich unter anderem für das Technische Hilfswerk (THW), das er in Rathenow mit aufbaute und dessen langjähriger Ortsvorsitzender er war.
Lenz ist verheiratet und Vater eines Kindes.

## Politik
Im Jahr 1990 trat Lenz in die SPD ein und war von 1991 bis 2004 Vorsitzender des SPD-Ortsvereins in Rathenow.
Lenz war in den Jahren 1990 bis 1993 Abgeordneter des Kreistags Havelland. Er ist seit 1993 Mitglied der Rathenower Stadtverordnetenversammlung und war zeitweise SPD-Fraktionsvorsitzender.
Bei der Landtagswahl in Brandenburg 1999 wurde er als Direktkandidat der SPD im Wahlkreis 11 (Havelland I) in den brandenburgischen Landtag gewählt. Lenz war Abgeordneter vom 29. September 1999 bis zum Ende der Legislaturperiode am 13. Oktober 2004. Im Landtag war er stellvertretender Vorsitzender im Ausschuss für Europaangelegenheiten und Entwicklungspolitik, Mitglied des Haupt- und des Petitionsausschusses, wie auch des Wahlprüfungsausschusses. Bei der Landtagswahl 2004 trat er im Wahlkreis 4 (Ostprignitz-Ruppin III/Havelland III) an, aber obwohl die SPD in dem Wahlkreis an Zweitstimmen gemessen stärkste Partei wurde, erzielte Lenz bei den Erststimmen nur das drittbeste Ergebnis und zog nicht erneut in den Potsdamer Landtag ein.
In der Stadtverordnetenversammlung von Rathenow ist Lenz nach der Kommunalwahl 2008 weiterhin vertreten und dort stellvertretender Fraktionsvorsitzender der SPD. Er ist Mitglied des Hauptausschusses und des Bildungs- und Sozialausschusses der Stadt.